# Ruta 14 (Paraguay)
La Ruta Nacional PY14 es una carretera del Paraguay que se extiende desde la localidad fronteriza de Bahía Negra hasta el Fortín Gabino Mendoza, frontera con Bolivia. Posee una extensión de 417 km, en el extremo norte del Chaco paraguayo. Junto con la rutas PY15 y PY16, es una de las tres rutas que el departamento de Alto Paraguay poseerá por primera vez, ayudándolo a salir del aislamiento.

## Ciudades que atraviesa
Los pueblos y comunidades más importantes por las que atraviesa de este a oeste son:
| Kilómetro | Localidad                                            | Departamento  | Empalme |
| --------- | ---------------------------------------------------- | ------------- | ------- |
| 0         | Bahía Negra                                          | Alto Paraguay |         |
| 173       | Agua Dulce de Santa María                            | Alto Paraguay | PY16    |
| 282       | Mayor Pablo Lagerenza (Desvío a Palmar de las Islas) | Alto Paraguay | D024    |
| 291       | Desvío a Colonia Sierra León                         | Alto Paraguay |         |
| 297       | Colonia San Alfredo                                  | Alto Paraguay |         |
| 328       | Lagerenza'i                                          | Alto Paraguay | D094    |
| 417       | Fortín Gabino Mendoza                                | Alto Paraguay |         |

## Largo
| Departamento  | km  |  |  |
|               |     |  |  |
| Alto Paraguay | 417 |  |  |
|               |     |  |  |
| Total         | 417 |  |  |

| Paraguay | Rutas Nacionales de Paraguay (recategorización por el M.O.P.C desde 2019) |  |
| --- | ------------------------------------------------------------------------- |  |
| PY01 - PY02 - PY03 - PY04 - PY05 - PY06 - PY07 - PY08 - PY09 - PY10 - PY11 PY12 - PY13 - PY14 - PY15 - PY16 - PY17 - PY18 - PY19 - PY20 - PY21 - PY22 |                                                                           |  |

- Datos: Q85877293